# Xinglong
Xinglong (en chino, 兴隆; pinyin, Xing·Long) es un condado bajo la administración directa de la ciudad-prefectura de Chengde. Se ubica en la provincia de Hebei, este de la República Popular China. Su área es de 3116 km² y su población total para 2010 superó los 314 mil habitantes. 

## Administración
El condado de Xinglong se divide en 11 pueblos que se administran en 1 subdistrito, 5 poblados, 3 villas y 3 villas étnicas.